# سن-استانیسلاس، سگنه-لاک-سن-ژان
سن-استانیسلاس، ساگونه-لاک-سن-ژان، کبک (به فرانسوی: Saint-Stanislas) شهری در منطقه شهری ماریا-شاپدولن ناحیه سگنه-لاک-سن-ژان در استان کبک کانادا است. در سرشماری سال ۲۰۱۱ این شهر ۳۱۲ نفر جمعیت داشته‌است و مساحت آن ۱۵۹٫۴۵ کیلومتر مربع است.